# De Liter van Pallieter
De Liter van Pallieter is een Belgisch biermerk. Het bier wordt gebrouwen in opdracht van en verspreid door Brouwerij Serafijn, gevestigd te Itegem.

## Achtergrond
De Liter van Pallieter werd officieel gelanceerd op 27 april 2008, ter gelegenheid van het project Pallieteren, een samenwerking tussen toerisme en horeca in Lier en omgeving. Sindsdien is het bier verkrijgbaar in heel wat cafés en drankhandels en kent het een groot succes. De naam van het bier verwijst naar Pallieter, het hoofdpersonage van de gelijknamige roman van de Lierse auteur Felix Timmermans. De Liter van Pallieter wordt gebrouwen in De Proefbrouwerij te Lochristi in opdracht van microbrouwerij Achilles (verder vooral bekend van de Serafijn-bieren).
Op het etiket van het bier staat een regenboog met daaronder het silhouet van onder meer de Sint-Gummaruskerk en het belfort van Lier.

## Het bier
De Liter van Pallieter is een blonde tripel van 8% en wordt verkocht in flesjes van 33 cl en grote flessen van 75 cl.